# Erwin Saavedra
Erwin Mario Saavedra Flores (Oruro, 22 febbraio 1996) è un calciatore boliviano, centrocampista dei M. Sundowns e della Nazionale boliviana.

## Carriera

### Club
Ha sempre giocato in Bolivia, nel Bolívar, squadra dalle cui giovanili è uscito nel 2014. Esordisce in Coppa Libertadores il 17 aprile 2014 nell'andata degli ottavi contro i messicani del León, finita 2-2, subentrando al 76' a Juanmi Callejón. L'esordio in Coppa Sudamericana avviene il 18 agosto 2015 nel ritorno del 1º turno contro il Defensor Sporting, vinto per 2-0, giocando per tutti i 90 minuti.

### Nazionale
Con la Nazionale Under-20 gioca il Sudamericano Under-20 2015 in Uruguay, nel quale esordisce il 15 gennaio 2015 nella sconfitta per 4-2 contro il Paraguay, partendo da titolare e venendo sostituito al 45' da Leonardo Vaca. L'esordio in Nazionale maggiore arriva invece il 12 novembre 2015, quando gioca da titolare e per tutti i 90 minuti nella vittoria per 4-2 contro il Venezuela valida per le Qualificazioni al mondiale 2018.
Viene convocato per la Copa América Centenario negli Stati Uniti.

## Statistiche

### Cronologia parziale presenze e reti in nazionale

#### Nazionale maggiore
| Cronologia completa delle presenze e delle reti in nazionale ― Bolivia | Cronologia completa delle presenze e delle reti in nazionale ― Bolivia | Cronologia completa delle presenze e delle reti in nazionale ― Bolivia | Cronologia completa delle presenze e delle reti in nazionale ― Bolivia | Cronologia completa delle presenze e delle reti in nazionale ― Bolivia | Cronologia completa delle presenze e delle reti in nazionale ― Bolivia | Cronologia completa delle presenze e delle reti in nazionale ― Bolivia | Cronologia completa delle presenze e delle reti in nazionale ― Bolivia |
| Data                                                                   | Città                                                                  | In casa                                                                | Risultato                                                              | Ospiti                                                                 | Competizione                                                           | Reti                                                                   | Note                                                                   |
| ---------------------------------------------------------------------- | ---------------------------------------------------------------------- | ---------------------------------------------------------------------- | ---------------------------------------------------------------------- | ---------------------------------------------------------------------- | ---------------------------------------------------------------------- | ---------------------------------------------------------------------- | ---------------------------------------------------------------------- |
| 12-11-2015                                                             | La Paz                                                                 | Bolivia                                                                | 4 – 2                                                                  | Venezuela                                                              | Qual. Mondiali 2018                                                    | -                                                                      | 84’                                                                    |
| 18-11-2015                                                             | Asuncion                                                               | Paraguay                                                               | 2 – 1                                                                  | Bolivia                                                                | Qual. Mondiali 2018                                                    | -                                                                      | 52’                                                                    |
| 24-3-2016                                                              | La Paz                                                                 | Bolivia                                                                | 2 – 3                                                                  | Colombia                                                               | Qual. Mondiali 2018                                                    | -                                                                      |                                                                        |
| 11-6-2016                                                              | Foxborough                                                             | Cile                                                                   | 2 – 1                                                                  | Bolivia                                                                | Coppa America Centenario - 1° turno                                    | -                                                                      |                                                                        |
| 15-6-2016                                                              | Seattle                                                                | Argentina                                                              | 3 – 0                                                                  | Bolivia                                                                | Coppa America Centenario - 1° turno                                    | -                                                                      |                                                                        |
| 1-9-2016                                                               | La Paz                                                                 | Bolivia                                                                | 0 – 3                                                                  | Perù                                                                   | Qual. Mondiali 2018                                                    | -                                                                      | 62’                                                                    |
| 7-9-2016                                                               | Santiago del Cile                                                      | Cile                                                                   | 3 – 0                                                                  | Bolivia                                                                | Qual. Mondiali 2018                                                    | -                                                                      | 82’                                                                    |
| 11-10-2016                                                             | La Paz                                                                 | Bolivia                                                                | 2 – 2                                                                  | Ecuador                                                                | Qual. Mondiali 2018                                                    | -                                                                      | 90+4’                                                                  |
| 15-11-2016                                                             | La Paz                                                                 | Bolivia                                                                | 1 – 0                                                                  | Paraguay                                                               | Qual. Mondiali 2018                                                    | -                                                                      | 70’                                                                    |
| 7-6-2018                                                               | Innsbruck                                                              | Corea del Sud                                                          | 0 – 0                                                                  | Bolivia                                                                | Amichevole                                                             | -                                                                      | 81’                                                                    |
| 9-6-2018                                                               | Graz                                                                   | Serbia                                                                 | 5 – 1                                                                  | Bolivia                                                                | Amichevole                                                             | -                                                                      | 57’                                                                    |
| 10-9-2018                                                              | Riad                                                                   | Arabia Saudita                                                         | 5 – 2                                                                  | Bolivia                                                                | Amichevole                                                             | -                                                                      | 84’ 88’                                                                |
| 16-10-2018                                                             | Teheran                                                                | Iran                                                                   | 2 – 1                                                                  | Bolivia                                                                | Amichevole                                                             | -                                                                      | 71’                                                                    |
| 20-11-2018                                                             | Sharjah                                                                | Iraq                                                                   | 0 – 0                                                                  | Bolivia                                                                | Amichevole                                                             | -                                                                      | 64’                                                                    |
| 22-3-2019                                                              | Ulsan                                                                  | Corea del Sud                                                          | 1 – 0                                                                  | Bolivia                                                                | Amichevole                                                             | -                                                                      | 77’                                                                    |
| 26-3-2019                                                              | Kobe                                                                   | Giappone                                                               | 1 – 0                                                                  | Bolivia                                                                | Amichevole                                                             | -                                                                      | 69’                                                                    |
| 2-6-2019                                                               | Nantes                                                                 | Francia                                                                | 2 – 0                                                                  | Bolivia                                                                | Amichevole                                                             | -                                                                      | 66’                                                                    |
| 14-6-2019                                                              | San Paolo                                                              | Brasile                                                                | 3 – 0                                                                  | Bolivia                                                                | Coppa America 2019 - 1º turno                                          | -                                                                      | 74’                                                                    |
| 18-6-2019                                                              | Rio de Janeiro                                                         | Bolivia                                                                | 1 – 3                                                                  | Perù                                                                   | Coppa America 2019 - 1º turno                                          | -                                                                      | 73’                                                                    |
| 11-10-2019                                                             | Caracas                                                                | Venezuela                                                              | 4 – 0                                                                  | Bolivia                                                                | Amichevole                                                             | -                                                                      | 70’                                                                    |
| 16-10-2019                                                             | Santa Cruz                                                             | Bolivia                                                                | 3 – 1                                                                  | Haiti                                                                  | Amichevole                                                             | 2                                                                      | 65’                                                                    |
| 12-11-2020                                                             | La Paz                                                                 | Bolivia                                                                | 2 – 3                                                                  | Ecuador                                                                | Qual. Mondiali 2022                                                    | -                                                                      | 67’                                                                    |
| 18-11-2020                                                             | Asuncion                                                               | Paraguay                                                               | 2 – 2                                                                  | Bolivia                                                                | Qual. Mondiali 2022                                                    | -                                                                      | 90+3’ 90+4’                                                            |
| 27-3-2021                                                              | Rancagua                                                               | Cile                                                                   | 2 – 1                                                                  | Bolivia                                                                | Amichevole                                                             | -                                                                      | 65’                                                                    |
| 29-3-2021                                                              | Guayaquil                                                              | Ecuador                                                                | 2 – 1                                                                  | Bolivia                                                                | Amichevole                                                             | -                                                                      | 67’                                                                    |
| 4-6-2021                                                               | La Paz                                                                 | Bolivia                                                                | 3 – 1                                                                  | Venezuela                                                              | Qual. Mondiali 2022                                                    | -                                                                      | 45’ 90’                                                                |
| 14-6-2021                                                              | Goiânia                                                                | Paraguay                                                               | 3 – 1                                                                  | Venezuela                                                              | Coppa America 2021 - 1º turno                                          | 1                                                                      | 64’                                                                    |
| 18-6-2021                                                              | Cuiabá                                                                 | Cile                                                                   | 1 – 0                                                                  | Bolivia                                                                | Coppa America 2021 - 1º turno                                          | -                                                                      | 78’                                                                    |
| 24-6-2021                                                              | Cuiabá                                                                 | Bolivia                                                                | 0 – 2                                                                  | Uruguay                                                                | Coppa America 2021 - 1º turno                                          | -                                                                      |                                                                        |
| 28-6-2021                                                              | Cuiabá                                                                 | Argentina                                                              | 4 – 1                                                                  | Bolivia                                                                | Coppa America 2021 - 1º turno                                          | 1                                                                      | 85’                                                                    |
| 2-9-2021                                                               | La Paz                                                                 | Bolivia                                                                | 1 – 1                                                                  | Colombia                                                               | Qual. Mondiali 2022                                                    | -                                                                      | 58’                                                                    |
| 6-9-2021                                                               | Montevideo                                                             | Uruguay                                                                | 4 – 2                                                                  | Bolivia                                                                | Qual. Mondiali 2022                                                    | -                                                                      |                                                                        |
| 10-9-2021                                                              | Buenos Aires                                                           | Argentina                                                              | 3 – 0                                                                  | Bolivia                                                                | Qual. Mondiali 2022                                                    | -                                                                      | 68’                                                                    |
| 6-11-2021                                                              | Washington                                                             | El Salvador                                                            | 0 – 1                                                                  | Bolivia                                                                | Amichevole                                                             | -                                                                      | 78’                                                                    |
| 12-11-2021                                                             | Lima                                                                   | Perù                                                                   | 3 – 0                                                                  | Bolivia                                                                | Qual. Mondiali 2022                                                    | -                                                                      | 61’                                                                    |
| 16-11-2021                                                             | La Paz                                                                 | Bolivia                                                                | 3 – 0                                                                  | Uruguay                                                                | Qual. Mondiali 2022                                                    | -                                                                      | 71’                                                                    |
| 21-1-2022                                                              | Sucre                                                                  | Bolivia                                                                | 5 – 0                                                                  | Trinidad e Tobago                                                      | Amichevole                                                             | -                                                                      | 68’                                                                    |
| 28-1-2022                                                              | Barinas                                                                | Venezuela                                                              | 4 – 1                                                                  | Bolivia                                                                | Qual. Mondiali 2022                                                    | -                                                                      | 66’                                                                    |
| 1-2-2022                                                               | La Paz                                                                 | Bolivia                                                                | 2 – 3                                                                  | Cile                                                                   | Qual. Mondiali 2022                                                    | -                                                                      | 61’                                                                    |
| 1-6-2024                                                               | Chicago                                                                | Messico                                                                | 1 – 0                                                                  | Bolivia                                                                | Amichevole                                                             | -                                                                      | 66’                                                                    |
| Totale                                                                 |                                                                        | Presenze                                                               | 40                                                                     |                                                                        | Reti                                                                   | 4                                                                      |                                                                        |

## Palmarès

### Club

#### Competizioni nazionali
- Campionato boliviano: 2

Bolivar: Apertura 2014, Clausura 2015